# Skibet (dokumentarfilm)
|  | Denne artikel er oprettet af botten Steenthbot ud fra en ekstern database. Den kan derfor have sproglige fejl eller mangler. Denne skabelon kan fjernes efter kontrol af indholdet. |

 For alternative betydninger, se Skibet. (Se også artikler, som begynder med Skibet)
Skibet er en dansk dokumentarfilm fra 1947.

## Handling
Reportage fra bygningen af Grønlands Styrelses sidste danske egetræsskib. 2. del: Prøvesejlads i de grønlandske farvande.